# Никитовка (Ямпольский район)
Никитовка (укр. Микитівка) — село,
Никитовский сельский совет,
Ямпольский район,
Сумская область,
Украина.
Код КОАТУУ — 5925682501. Население по переписи 2001 года составляло 357 человек .
Является административным центром Никитовского сельского совета, в который, кроме того, входят сёла
Зеленая Диброва,
Зорино и
Протопоповка.

## Географическое положение
Село Никитовка находится на берегу реки Свесса (в основном на левом берегу),
выше по течению на расстоянии в 1,5 км расположено село Протопоповка,
ниже по течению на расстоянии в 3 км расположено село Шевченково.
Рядом проходит железная дорога, ближайшие станции Свесса и Холмовка в 6-и км.

## История
- Село Никитовка основано в XVIII веке.

## Экономика
- Молочно-товарная ферма.

## Объекты социальной сферы
- Школа І-ІІ ст.
- Клуб.